# 마인크래프트 레전드
마인크래프트 레전드(Minecraft Legends)는 모장 스튜디오와 블랙버드 인터랙티브가 개발하고 엑스박스 게임 스튜디오에서 퍼블리싱한 2023년 실시간 액션 전략 비디오 게임이다. 2011년 샌드박스 게임 마인크래프트의 스핀오프 역할을 하는 이 타이틀은 마이크로소프트 윈도우 플랫폼뿐만 아니라 닌텐도 스위치, 플레이스테이션 4, 플레이스테이션 5, 엑스박스 원 및 엑스박스 시리즈 X/S와 같은 콘솔에서도 2023년 4월 18일에 출시되었다.
게임의 목표는 네더 차원에서 온 돼지처럼 생긴 인간형 생물인 피글린의 침입으로부터 오버월드를 방어하는 것이다.
출시 이후 이 게임은 비평가들로부터 엇갈린 평가를 받았다.
게임 업데이트는 2024년 1월 10일에 중단되었다.

## 게임플레이
마인크래프트 레전드는 현재 네더 차원의 피글린 무리로부터 공격을 받고 있는 다양한 생물 군계와 천연 자원으로 가득 찬 지구와 유사한 차원인 마인크래프트 오버월드를 배경으로 한다. 오버월드에는 우호적인 마을, 적대적인 피글린 전초기지, 운명의 우물(플레이어 생성 지점 및 빠른 이동 허브)이 있다. 마인크래프트와 유사하게 오버월드는 절차적으로 생성되어 게임을 플레이할 때마다 고유한 세계가 생성된다.
플레이어는 방어 시설을 건설하고, 건물을 업그레이드하고, 군대를 소환하기 위해 자원을 수집한다. 플레이어는 우호적인 얼레이(Allay)를 할당하여 오버월드에서 발견된 퇴적물에서 목재 및 석재와 같은 기본 자원을 수집한다. 레드스톤 및 청금석과 같은 기타 자원은 고급 구조물을 건설하고 더 강한 병력을 소환하는 데 사용되지만 웰 오브 페이트(Well of Fate) 업그레이드 뒤에는 잠겨 있다. 일부 건물을 건설하는 데 필요한 프리즈마린은 피글린 구조물을 파괴해야만 수집할 수 있다. 플레이어는 수집한 자원을 사용하여 건물을 건설하고 운명의 우물을 업그레이드할 수 있다. 성벽, 포탑 등의 방어 요새는 아군 마을과 플레이어 전초기지를 보호한다. 생성 장치는 플레이어가 자신의 군대에 모집할 수 있는 우호적인 병력을 소환한다. 레드스톤 대포와 같은 공격 구조물은 장거리의 대상에게 폭발성 포탄을 던진다. 운명의 우물을 업그레이드하면 더 발전된 건물과 병력이 잠금 해제된다.
전투의 주요 목표는 피글린 전초기지를 파괴하고 주기적인 피글린 습격으로부터 아군 마을을 방어하는 것이다. 플레이어는 소환된 군대를 이용해 피글린 전초기지를 공격하고 파괴한다. 플레이어는 탈것을 타고 오버월드를 여행하며 전장에서 군대를 지휘하기 위해 다양한 명령을 내릴 수 있다. 이러한 명령에는 집결, 정지, 돌격 명령이 포함된다. 플레이어는 검을 사용하여 적을 직접 공격할 수도 있다. 플레이어는 군대를 소환하는 생성기 건물을 건설하거나 오버월드 전역에 있는 캠프에서 군대를 모집하여 군대를 구성한다.
마인크래프트 레전드에는 마인크래프트 베드록 에디션(Minecraft Bedrock Edition)과 동일한 마인코인(Minecoins) 통화가 포함되어 있다. 이 통화는 게임 내에서 추가 스킨과 마운트를 구매하는 데 사용된다. 이 게임은 6개의 추가 게임 내 스킨(영웅 스킨 1개, 마운트 스킨 5개)이 포함된 옵션 "디럭스 스킨 팩"과 함께 판매된다.

## 평가
| 평가 |                           |
| --- | ------------------------- |
| 통합 점수 통합사 점수 메타크리틱 (PC) 65/100 [ 1 ] (XSXS) 71/100 [ 2 ] 평론 점수 평론사 점수 디스트럭토이드 7/10 [ 3 ] 게임 인포머 7/10 [ 4 ] 게임 레볼루션 7/10 [ 5 ] 게임스팟 6/10 [ 6 ] 게임스레이더+ [ 7 ] IGN 7/10 [ 8 ] PC 게이머 (US) 50/100 [ 9 ] PCGamesN 7/10 [ 10 ] 섁뉴스 8/10 [ 11 ] VG247 [ 12 ] VideoGamer.com 7/10 [ 13 ] |                           |
| 통합 점수 |                           |
| 통합사 | 점수                      |
| 메타크리틱 | (PC) 65/100 (XSXS) 71/100 |
| 평론 점수 |                           |
| 평론사 | 점수                      |
| 디스트럭토이드 | 7/10                      |
| 게임 인포머 | 7/10                      |
| 게임 레볼루션 | 7/10                      |
| 게임스팟 | 6/10                      |
| 게임스레이더+ | [ 7 ]                     |
| IGN | 7/10                      |
| PC 게이머 (US) | 50/100                    |
| PCGamesN | 7/10                      |
| 섁뉴스 | 8/10                      |
| VG247 | [ 12 ]                    |
| VideoGamer.com | 7/10                      |